# Vukosavlje
Vukosavlje (in serbo Вукосавље) è un comune della Repubblica Serba di Bosnia ed Erzegovina con 5.426 abitanti al censimento 2013.
È stato costituito in seguito agli Accordi di Dayton e comprende parte del vecchio comune di Odžak
Confina con il comune di Odžak a nord, con Šamac ad est, con Modriča a sud e con Bosanski Brod ad ovest.